# Urbana (Illinois)
Urbana is een universiteitsstad in de Amerikaanse staat Illinois, en ligt binnen Champaign County.

## Demografie
Bij de volkstelling in 2000 werd het aantal inwoners vastgesteld op 36.395. In 2006 is het aantal inwoners door het United States Census Bureau geschat op 38.658, een stijging van 2263 (6,2%).

## Geografie
Volgens het United States Census Bureau beslaat de plaats een oppervlakte van 27,2 km², geheel bestaande uit land. Urbana ligt op ongeveer 224 m boven zeeniveau.

## Plaatsen in de nabije omgeving
De onderstaande figuur toont nabijgelegen plaatsen in een straal van 16 km rond Urbana.

## Geboren in Urbana
- Robert W. Holley (1922-1993), biochemicus en Nobelprijswinnaar (1968)
- Roger Ebert (1942–2013), filmrecensent en -schrijver
- Dan Graham (1942-2022), kunstenaar
- Tom Harrell (1946), jazztrompettist, -bugelist en componist
- Ivan Doroschuk (1957), Canadese rockmuzikant
- Andrew Lange (1957–2010), astrofysicus
- Jennie Garth (1972), actrice
- Ella Masar (1986), voetbalster
- Jonathan Kuck (1990), langebaanschaatser